# Rawicz-Podlas
Rawicz-Podlas – część wsi Rawicz w Polsce położona w województwie łódzkim, w powiecie bełchatowskim, w gminie Drużbice.
W latach 1975–1998 Rawicz-Podlas administracyjnie należał do województwa piotrkowskiego.